# Berovica
Berovica (en serbe cyrillique : Беровица) est un village de Serbie situé dans la municipalité de Pirot, district de Pirot. Au recensement de 2011, il comptait 9 habitants.

## Démographie
| 1948 | 1953 | 1961 | 1971 | 1981 | 1991 | 2002 | 2011 |
| ---- | ---- | ---- | ---- | ---- | ---- | ---- | ---- |
| 236  | 246  | 179  | 109  | 81   | 41   | 30   | 9    |

|  |